# Lasioglossum puncticolle
Lasioglossum puncticolle är en biart som först beskrevs av Morawitz 1872.  Lasioglossum puncticolle ingår i släktet smalbin, och familjen vägbin. Inga underarter finns listade i Catalogue of Life.